# Apolo Choiseul-Gouffier
O Apolo Choiseul-Gouffier é uma estátua  representando o deus grego Apolo, integrando a coleção do Museu Britânico, em Londres.
Criada em mármore no século I d.C., com 1,79 m de altura, trata-se de uma cópia romana de um original grego em bronze datado de c. 460 a.C. É geralmente identificada como uma imagem de Apolo, mas a presença de restos de uma faixa no tronco de apoio tem levado à suposição de que poderia ser a representação de um pugilista, talvez aquele chamado Euthymos.
Sua autoria e procedência são desconhecidas. Começa a ser notada quando foi adquirida na Grécia no fim do século XVIII por agentes do conde Marie Gabriel Florent Auguste de Choiseul-Gouffier, de onde vem seu apelido. Na Revolução Francesa o conde fugiu para a Rússia e a obra foi confiscada pelo governo revolucionário, embora ainda estivesse na Grécia, retida no porto do Pireu. Voltando do exílio em 1802, o conde tentou recuperar sua coleção, sem sucesso. Em 1803 a peça enfim foi despachada para a França, mas no caminho o navio foi capturado pelos ingleses e sua carga foi levada a Londres, onde passou para os cuidados do Lord Elgin. Pouco depois Elgin foi preso pelos franceses, e Choiseul-Gouffier interveio pela sua libertação. Em agradecimento, Elgin pediu ao Lord Nelson que possibilitasse a devolução das peças confiscadas ao conde, mas ele não as reclamou. A peça acabou parando nas mãos do negociante de arte Jean-Baptiste Lebrun, e em 1818 foi comprada pelo Museu Britânico.
O Apolo Choiseul-Gouffier é um representante de alta qualidade uma família estatuária cujo protótipo é o Apolo do Ônfalo, um modelo muito popular na Grécia e Roma, a julgar pela quantidade de cópias integrais ou bustos que sobrevivem, e cuja autoria foi atribuída aos escultores Cálamis, Onatas ou Pitágoras de Samos, mas a proposta existência de uma relação dessa tipologia com o Ônfalo deu origem a muita controvérsia. Hoje é considerada um importante marco na transição do Estilo Severo para o Estilo Clássico, quando se articula uma feliz combinação de idealismo e naturalismo, numa estética de vasta influência na arte e cultura do Ocidente.